# Georg Lechleiter
Georg Lechleiter (né le 14 avril 1885 à Appenweier, mort le 15 septembre 1942 à Stuttgart) est un résistant allemand au nazisme.

## Biographie
Fils d'un petit fermier, il se destine à être prêtre après l'école primaire. Après seulement quelques semaines, il quitte le séminaire et effectue un apprentissage de typographe de 1900 à 1903. Il voyage et travaille dans différentes villes de Bade et de Suisse, où il devient membre du Parti socialiste. Pendant la Première Guerre mondiale, il reste en Suisse en tant qu'objecteur de conscience.
Après la guerre, il retourne en Allemagne et en 1919 est l'un des cofondateurs du groupe local KPD à Mannheim. Le 5e congrès du parti du KPD en 1920 l'élit au comité central. En tant que membre, il participe à la conférence d'unification de l'aile gauche du USPD avec le KPD en 1920. De 1920 à 1922, il est secrétaire politique de la direction du KPD de la République de Bade. En tant que membre de l'aile "droite" de son parti, il devient membre du conseil municipal de Mannheim en 1922. En tant que président de l'imprimerie coopérative, il joue un rôle déterminant dans l'organe Arbeiter Zeitung à Mannheim et en est le rédacteur en chef en 1922-1923. En raison de cette activité, il est condamné à seize mois de prison en 1923, il passe treize mois à la forteresse de Gollnow. De 1924 à 1933, il représente le KPD au Landtag de Bade et est président du groupe parlementaire KPD jusqu'à ce qu'il soit démis de ses fonctions en avril 1932.
Immédiatement après l'arrivée au pouvoir des nazis et avant les élections législatives allemandes de mars 1933, il est arrêté par les nazis et emprisonné dans les camps de concentration d'Ankenbuck et de Kislau (Bade). À partir d'avril 1935, il est enrôlé dans le Reichsarbeitsdienst sur la ligne Siegfried et finalement libéré en 1937. Lechleiter retourne à Mannheim, travaille comme typographe et, avec d'autres communistes, établit des contacts avec des sociaux-démocrates et des travailleurs sans parti dans de grandes entreprises de Mannheim et les réunit en une organisation de résistance avant la Seconde Guerre mondiale. À partir de septembre 1941, quatre numéros du journal illégal Der Vorbote sont publiés sous sa direction. Le groupe Lechleiter, composé de sociaux-démocrates et de communistes, dont la tâche est de gérer la distribution des tracts, a notamment comme membres Anton Kurz, Ludwig Moldrzyk, Rudolf Maus, Rudolf Langendorf, Eugen Sigrist, Max Winterhalter, Robert Schmoll, Jakob Faulhaber, Daniel Seizinger, Johann Kupka, Richard Jatzek, Ludwig Neischwander, Henriette Wagner, Albert Fritz, Bruno Rüffer, Willi Probst, Hans Heck, Philipp Brunnemer et son épouse Luise.
Alors que le cinquième numéro du journal Der Vorbote, produit avec des moyens simples, est préparé, la Gestapo reçoit une dénonciation et lance une vague massive d'arrestations le 26 février 1942, qui concerne Lechleiter. Lui et, entre autres, Jakob Faulhaber, Max Winterhalter, Philipp Brunnemer, Daniel Seizinger, Rudolf Maus, Eugen Sigrist, Alfred et Käthe Seitz, sont condamnés à mort le 15 mai 1942 par le deuxième sénat du Volksgerichtshof de Mannheim et décapités par une guillotine à Stuttgart le matin du 15 septembre. Il eut le temps d'écrire une dernière lettre à sa famille. Trois des principaux accusés (Hans Heck, Fritz Grund et Willi Probst) furent torturés à mort alors qu'ils étaient encore en détention, 19 des 32 membres arrêtés du groupe sont exécutés ; les autres furent condamnés à la prison. L'arrestation du groupe sert de prétexte à de nouvelles arrestations.
Il épouse une Suisse et adopte son fils Jakob qui sera élu local communiste à Zurich. Pendant la Seconde Guerre mondiale, sa famille réside en Suisse

## Commémoration
Dans le quartier de Schwetzingerstadt à Mannheim, il y a un monument aux combattants de la résistance du groupe Lechleiter par Manfred Kieselbach (1988) sur la Georg-Lechleiter-Platz, nommé comme tel en 1945.
Une stèle en granit noir est érigée sur le Bergfriedhof de Heidelberg pour les victimes de la justice nazie. On y trouve entre autres les noms de Georg Lechleiter et d'autres membres de son groupe.